# Girolamo Polani
Girolamo Polani (segle XVII - principis del segle xviii) fou un compositor italià.
Va ser cantor de la capella de Sant Marc de Venècia, ciutat en la qual estrenà les òperes següents:
- Prassitele in Guido (1700);
- La vendetta disarmata dall'amore (1704);
- Creso tolto allà siamme (1705);
- Rosilda (1707);
- Vindice la pazzia della vendetta (1707);
- La virtù trionfante (1708);
- Il cieco geloso (1708);
- Berengario re d'Italia (1710);
- Chi la fa l'aspetta (1717).